# لوروجینا
لوروجینا (به لاتین: Louroujina) یک منطقهٔ مسکونی در قبرس است که در ناحیه نیکوزیا واقع شده‌است.

## خصوصیات
لوروجینا ۳۹۰ نفر جمعیت دارد.